# Грей, Аделайн
Аделайн Мария Грей (англ. Adeline Maria Gray; род. 15 января 1991, Денвер) — американская спортсменка-борец вольного стиля, шестикратная чемпионка мира. Серебряный призёр Олимпийских игр 2020 в Токио.

## Биография
Родилась в 1991 году в Денвере. В 2011 году завоевала бронзовую медаль чемпионата мира. В 2012 году стала чемпионкой мира. В 2013 году вновь стала бронзовым призёром чемпионата мира. В 2014 году снова выиграла чемпионат мира.
На Олимпийских играх 2016 года в категории до 75 кг проиграла в четвертьфинале Василисе Марзалюк из Белоруссии и осталась без наград.
На чемпионате мира 2018 года в Будапеште американская спортсменка после трехлетнего перерыва снова вернула себе золото чемпионата мира, став победительницей в весовой категории до 76 кг.
На предолимпийском чемпионате мира в Казахстане в 2019 году в весовой категории до 76 кг Аделайн завоевала золотую медаль и получила олимпийскую лицензию для своего национального олимпийского комитета.
На Олимпийских играх 2020 года в Токио была основным фаворитом в своей категории до 76 кг, но в финале уступила немке Алине Роттер-Фоккен и завоевала серебро.
На чемпионате мира 2021 года, который состоялся в норвежской столице в городе Осло, американская спортсменка завоевала чемпионский титул. В финале она поборола спортсменку из Эстонии Эпп Мяэ.